# Carlos Henrique Focesi Sampaio
Carlos Henrique Focesi Sampaio (Campinas, 31 de março de 1963) é um promotor de justiça e político brasileiro, filiado ao Partido Social Democrático (PSD). Atualmente é deputado federal pelo estado de São Paulo. 

## Biografia
Carlos Sampaio nasceu em Campinas, interior de São Paulo em 1963, filho de Affonso Celso Morais Sampaio e de Marysa de Camargo Focesi Sampaio. Formado em direito pela Pontifícia Universidade Católica de Campinas (PUC-Campinas), Aos 23 anos ingressou na carreira de promotor de justiça no Ministério Público do Estado de Minas Gerais, no ano seguinte ingressou no Ministério Público do Estado de São Paulo, atuando em diversas instâncias e, a partir de 1990, na área criminal, sendo o corregedor da política de Campinas, em 1992, Carlos se licenciou do cargo por conta da sua busca por um mandato político.
Na Eleição municipal de Campinas em 1992, foi eleito vereador, em 1996, licenciou se do cargo para se tornar Secretário para os Assuntos de Segurança Pública de Campinas, ocasião em que criou e implantou a Guarda Municipal nesse mesmo município. Atuou, posteriormente, como deputado estadual e deputado federal por São Paulo. Foi candidato a prefeitura de Campinas por três vezes, em 2000, 2004 e 2008.
Foi eleito líder do Partido da Social Democracia Brasileira (PSDB) na Câmara dos Deputados por três vezes. Na Câmara, Sampaio foi responsável por comandar a bancada do PSDB nas CPI Mista da Petrobras.
Votou a favor do Processo de impeachment de Dilma Rousseff (PT). Já durante o Governo de Michel Temer, votou a favor da PEC do Teto dos Gastos Públicos. Em agosto de 2017 votou a favor do processo em que se pedia abertura de investigação do então presidente Michel Temer.
Em outubro de 2022, após sua vitoriosa reeleição, Carlos Sampaio declarou apoio ao candidato do Republicanos, Tarcísio de Freitas ao governo de São Paulo e para presidente, Jair Bolsonaro.

## Desempenho em eleições
| Ano  | Eleição               | Coligação                                                    | Partido | Candidato a       | Votos no estado | Votos em Campinas                                          | Resultado  |
| ---- | --------------------- | ------------------------------------------------------------ | ------- | ----------------- | --------------- | ---------------------------------------------------------- | ---------- |
| 1992 | Municipal de Campinas | PSDB                                                         | PSDB    | Vereador          | —               | 3.946 (7º)                                                 | Eleito     |
| 1998 | Estadual de São Paulo | PTB, PSD, PSDB                                               | PSDB    | Deputado estadual | 39.945 (74º)    | 20.853 (5º)                                                | Eleito     |
| 2000 | Municipal de Campinas | PSDB                                                         | PSDB    | Prefeito          | —               | 106.898 (2º - primeiro turno) 195.143 (2º - segundo turno) | Não Eleito |
| 2002 | Estadual de São Paulo | PFL, PSD, PSDB                                               | PSDB    | Deputado federal  | 160.963 (22º)   | 93.464 (1º)                                                | Eleito     |
| 2004 | Municipal de Campinas | PP, PTB, PTN, PSC, PPS, PAN, PHS, PMN, PTC, PRP, PSDB, PRONA | PSDB    | Prefeito          | —               | 203.248 (1º - primeiro turno) 232.643 (2º - segundo turno) | Não Eleito |
| 2006 | Estadual de São Paulo | PFL, PSDB                                                    | PSDB    | Deputado federal  | 239.781 (8º)    | 114.472 (1º)                                               | Eleito     |
| 2008 | Municipal de Campinas | DEM, PSDB                                                    | PSDB    | Prefeito          | —               | 77.936 (2º - turno único)                                  | Não Eleito |
| 2010 | Estadual de São Paulo | DEM, PSDB                                                    | PSDB    | Deputado federal  | 145.585 (30º)   | 69.298 (2º)                                                | Eleito     |
| 2014 | Estadual de São Paulo | PSDB, DEM, PPS, PRB                                          | PSDB    | Deputado federal  | 295.623 (6º)    | 110.623 (1º)                                               | Eleito     |
| 2018 | Estadual de São Paulo | PSDB, PSD, DEM, PP, PRB                                      | PSDB    | Deputado federal  | 125.666 (26º)   | 38.539 (3º)                                                | Eleito     |
| 2022 | Estadual de São Paulo | Federação PSDB Cidadania                                     | PSDB    | Deputado federal  | 98.102 (68º)    | 19.759 (7º)                                                | Eleito     |